# 蔵王町
蔵王町（ざおうまち）は、宮城県の南部にある町で、刈田郡に属する。蔵王連峰の裾野に位置する。

## 地理

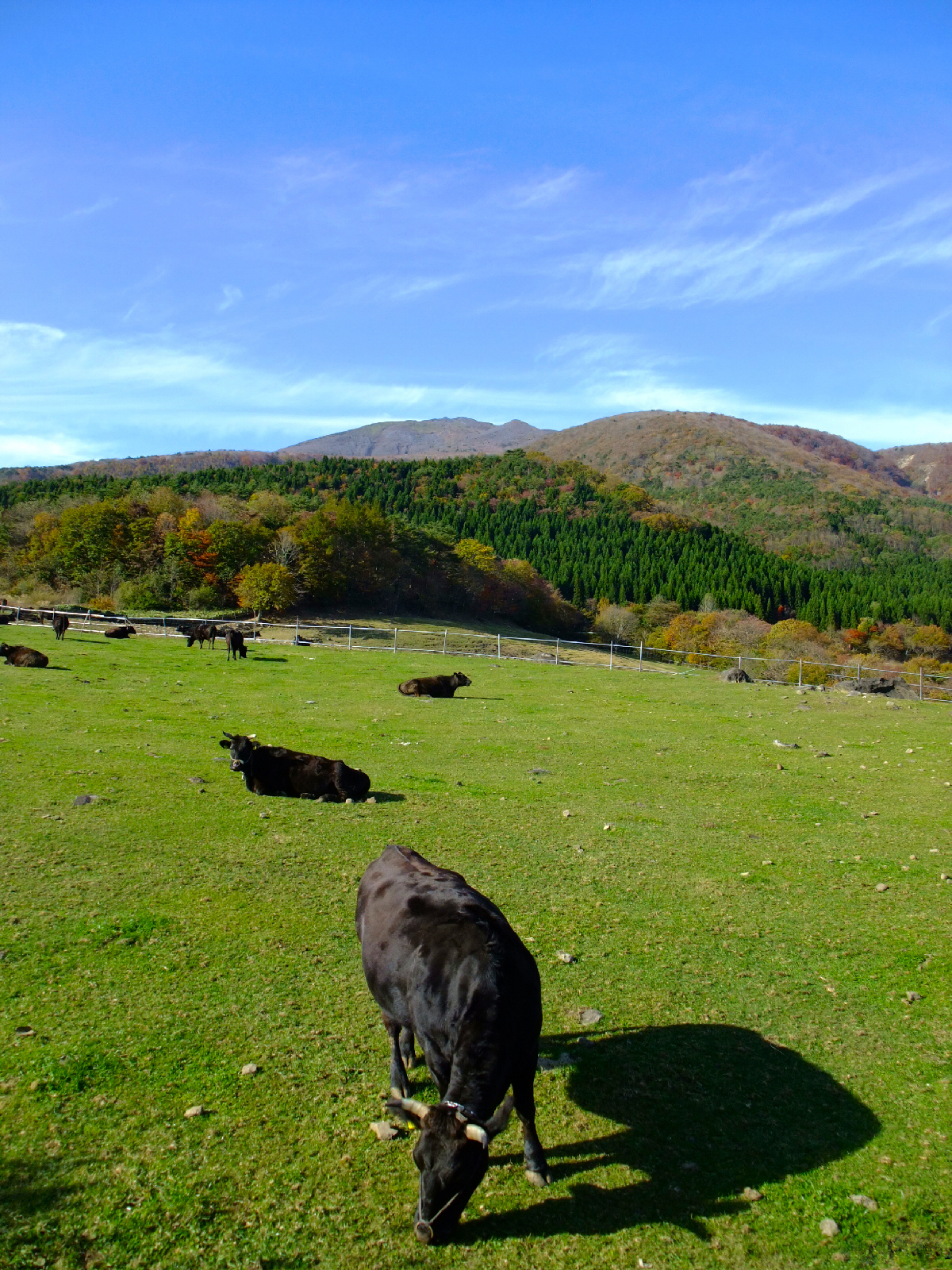
遠刈田～七ヶ宿の牧場。遠くに見えるのは蔵王刈田岳。

宮城県の蔵王連峰の東麓に位置し、町域の西側が山林、東側が田園地帯となっている。
第二次世界大戦後にパラオからの引揚者が入植した同町の地区は「北原尾」（きたはらお、「北のパラオ」の意）と命名されている。
- 山：蔵王連峰（刈田岳、五色岳）
- 河川：松川、白石川
- 湖沼：御釜

宮城県柴田郡川崎町、山形県上山市との境が定まっていないため、町の面積は実際に定まった値ではない。

### 気候
| 蔵王（2005年 - 2020年）の気候      | 蔵王（2005年 - 2020年）の気候 | 蔵王（2005年 - 2020年）の気候 | 蔵王（2005年 - 2020年）の気候 | 蔵王（2005年 - 2020年）の気候 | 蔵王（2005年 - 2020年）の気候 | 蔵王（2005年 - 2020年）の気候 | 蔵王（2005年 - 2020年）の気候 | 蔵王（2005年 - 2020年）の気候 | 蔵王（2005年 - 2020年）の気候 | 蔵王（2005年 - 2020年）の気候 | 蔵王（2005年 - 2020年）の気候 | 蔵王（2005年 - 2020年）の気候 | 蔵王（2005年 - 2020年）の気候 |
| 月                                 | 1月                           | 2月                           | 3月                           | 4月                           | 5月                           | 6月                           | 7月                           | 8月                           | 9月                           | 10月                          | 11月                          | 12月                          | 年                            |
| ---------------------------------- | ----------------------------- | ----------------------------- | ----------------------------- | ----------------------------- | ----------------------------- | ----------------------------- | ----------------------------- | ----------------------------- | ----------------------------- | ----------------------------- | ----------------------------- | ----------------------------- | ----------------------------- |
| 最高気温記録 °C （°F）             | 16.3 (61.3)                   | 20.0 (68)                     | 23.9 (75)                     | 30.3 (86.5)                   | 32.9 (91.2)                   | 35.9 (96.6)                   | 36.5 (97.7)                   | 37.0 (98.6)                   | 34.8 (94.6)                   | 30.6 (87.1)                   | 24.4 (75.9)                   | 19.2 (66.6)                   | 37.0 (98.6)                   |
| 平均最高気温 °C （°F）             | 5.4 (41.7)                    | 6.4 (43.5)                    | 10.4 (50.7)                   | 15.5 (59.9)                   | 21.5 (70.7)                   | 24.2 (75.6)                   | 27.0 (80.6)                   | 29.0 (84.2)                   | 25.2 (77.4)                   | 19.7 (67.5)                   | 13.8 (56.8)                   | 7.9 (46.2)                    | 17.2 (63)                     |
| 日平均気温 °C （°F）               | 0.6 (33.1)                    | 1.1 (34)                      | 4.4 (39.9)                    | 9.3 (48.7)                    | 15.1 (59.2)                   | 18.7 (65.7)                   | 22.3 (72.1)                   | 23.8 (74.8)                   | 19.8 (67.6)                   | 14.0 (57.2)                   | 7.9 (46.2)                    | 2.8 (37)                      | 11.7 (53.1)                   |
| 平均最低気温 °C （°F）             | −3.8 (25.2)                   | −3.7 (25.3)                   | −1.2 (29.8)                   | 3.2 (37.8)                    | 9.2 (48.6)                    | 14.3 (57.7)                   | 19.0 (66.2)                   | 20.2 (68.4)                   | 15.8 (60.4)                   | 9.1 (48.4)                    | 2.8 (37)                      | −1.6 (29.1)                   | 7.0 (44.6)                    |
| 最低気温記録 °C （°F）             | −11.6 (11.1)                  | −12.3 (9.9)                   | −7.8 (18)                     | −5.3 (22.5)                   | 0.5 (32.9)                    | 4.6 (40.3)                    | 11.3 (52.3)                   | 11.4 (52.5)                   | 6.5 (43.7)                    | −0.3 (31.5)                   | −5.1 (22.8)                   | −7.8 (18)                     | −12.3 (9.9)                   |
| 降水量 mm （inch）                 | 46.1 (1.815)                  | 37.1 (1.461)                  | 72.2 (2.843)                  | 101.0 (3.976)                 | 106.0 (4.173)                 | 146.0 (5.748)                 | 183.4 (7.22)                  | 172.6 (6.795)                 | 199.2 (7.843)                 | 162.2 (6.386)                 | 50.4 (1.984)                  | 63.2 (2.488)                  | 1,343.9 (52.909)              |
| 平均降水日数 （≥1.0 mm）           | 7.0                           | 5.9                           | 7.9                           | 8.1                           | 9.2                           | 11.2                          | 15.4                          | 12.2                          | 12.4                          | 8.9                           | 6.8                           | 9.3                           | 114.9                         |
| 平均月間日照時間                   | 144.1                         | 145.3                         | 173.5                         | 181.6                         | 195.3                         | 143.7                         | 110.4                         | 140.5                         | 124.6                         | 133.6                         | 138.7                         | 128.5                         | 1,756.3                       |
| 出典1：Japan Meteorological Agency |                               |                               |                               |                               |                               |                               |                               |                               |                               |                               |                               |                               |                               |
| 出典2：気象庁                      |                               |                               |                               |                               |                               |                               |                               |                               |                               |                               |                               |                               |                               |

### 隣接している自治体
- 宮城県白石市、刈田郡七ヶ宿町、柴田郡大河原町、村田町、川崎町
- 山形県上山市

### 人口
| |                                        |  |
| 蔵王町と全国の年齢別人口分布（2005年） | 蔵王町の年齢・男女別人口分布（2005年） |  |
| ■紫色 ― 蔵王町 ■緑色 ― 日本全国 | ■青色 ― 男性 ■赤色 ― 女性              |  |
| 蔵王町（に相当する地域）の人口の推移 \| 1970年（昭和45年） \| 14,037人 \| \| \| 1975年（昭和50年） \| 13,884人 \| \| \| 1980年（昭和55年） \| 13,833人 \| \| \| 1985年（昭和60年） \| 14,175人 \| \| \| 1990年（平成2年） \| 14,074人 \| \| \| 1995年（平成7年） \| 13,915人 \| \| \| 2000年（平成12年） \| 13,545人 \| \| \| 2005年（平成17年） \| 13,318人 \| \| \| 2010年（平成22年） \| 12,882人 \| \| \| 2015年（平成27年） \| 12,316人 \| \| \| 2020年（令和2年） \| 11,418人 \| \| |                                        |  |
| 総務省統計局 国勢調査より |                                        |  |
| 1970年（昭和45年） | 14,037人                               |  |
| 1975年（昭和50年） | 13,884人                               |  |
| 1980年（昭和55年） | 13,833人                               |  |
| 1985年（昭和60年） | 14,175人                               |  |
| 1990年（平成2年） | 14,074人                               |  |
| 1995年（平成7年） | 13,915人                               |  |
| 2000年（平成12年） | 13,545人                               |  |
| 2005年（平成17年） | 13,318人                               |  |
| 2010年（平成22年） | 12,882人                               |  |
| 2015年（平成27年） | 12,316人                               |  |
| 2020年（令和2年） | 11,418人                               |  |

## 歴史
- 昭和30年（1955年）4月1日 - 円田村と宮村が合併し、蔵王町が発足[3]。

## 行政

### 歴代町長
| 代 | 氏名     | 就任                       | 退任                      | 備考                       |
| -- | -------- | -------------------------- | ------------------------- | -------------------------- |
| −  | 我妻善雄 | 1955年（昭和30年）4月1日   | 1955年（昭和30年）5月9日  | 町長職務代理者、元・宮村長 |
| 1  | 佐藤甲二 | 1955年（昭和30年）5月10日  | 1959年（昭和34年）5月9日  |                            |
| 2  | 佐藤甲二 | 1959年（昭和34年）5月10日  | 1963年（昭和38年）5月9日  |                            |
| 3  | 佐藤甲二 | 1963年（昭和38年）5月10日  | 1967年（昭和42年）5月9日  |                            |
| 4  | 佐藤甲二 | 1967年（昭和42年）5月10日  | 1971年（昭和46年）3月12日 |                            |
| 5  | 堤栄亀   | 1971年（昭和46年）4月25日  | 1975年（昭和50年）4月24日 |                            |
| 6  | 堤栄亀   | 1975年（昭和50年）4月27日  | 1979年（昭和54年）4月26日 |                            |
| 7  | 堤栄亀   | 1979年（昭和54年）4月27日  | 1983年（昭和58年）4月26日 |                            |
| 8  | 佐藤永作 | 1983年（昭和58年）4月27日  | 1987年（昭和62年）4月26日 |                            |
| 9  | 佐藤永作 | 1987年（昭和62年）4月27日  | 1988年（昭和63年）9月27日 |                            |
| 10 | 北岡仙吉 | 1988年（昭和63年）11月13日 | 1992年（平成4年）11月12日 |                            |
| 11 | 武田誠   | 1992年（平成4年）11月13日  | 1996年（平成8年）8月19日  |                            |
| 12 | 大宮敦   | 1996年（平成8年）10月6日   | 2000年（平成12年）10月5日 |                            |
| 13 | 大宮敦   | 2000年（平成12年）10月6日  | 2004年（平成16年）10月5日 |                            |
| 14 | 村上英人 | 2004年（平成16年）10月6日  | 2008年（平成20年）10月5日 |                            |
| 15 | 村上英人 | 2008年（平成20年）10月6日  | 2012年（平成24年）10月5日 |                            |
| 16 | 村上英人 | 2012年（平成24年）10月6日  | 2016年（平成28年）10月5日 |                            |
| 17 | 村上英人 | 2016年（平成28年）10月6日  | 現職                      |                            |

## 経済

### 農業
蔵王町での施設栽培（主にビニールハウス）によるツルムラサキの出荷高は日本一を誇る。宮城県内での生産高のうち、約8割を同町が占めている。このほかにも、モモ、ナシ、ウド、ブルーベリーが名産である。特に梨の生産量は宮城県内一で、宮城郡利府町と並ぶ宮城県内の産地である。

### 産業
- コカ・コーラボトラーズジャパン蔵王工場
- 蔵王ニコン
- 蔵王山水苑

### 郵便局
- 円田郵便局（集配局）
- 遠刈田郵便局（集配局）
- 宮郵便局（集配局）
- 永野簡易郵便局

### 金融機関
- 七十七銀行蔵王支店
- 仙南信用金庫蔵王支店
- 相双五城信用組合蔵王支店

## 友好都市
- 茨城県常陸大宮市
  - 2021年2月5日 友好都市協定提携
- 宮城県東松島市
  - 2022年4月15日 友好都市協提携締結

## 教育

### 高校
- 宮城県白石高等学校蔵王キャンパス

### 中学校
令和9年4月、下記3校が統合され「蔵王町立蔵王中学校」が開校する予定。
- 蔵王町立円田中学校
- 蔵王町立宮中学校
- 蔵王町立遠刈田中学校

### 小学校
- 蔵王町立円田小学校
- 蔵王町立平沢小学校
- 蔵王町立永野小学校
- 蔵王町立宮小学校
- 蔵王町立遠刈田小学校

### 幼稚園
- 蔵王町立円田幼稚園
- 蔵王町立平沢幼稚園
- 蔵王町立永野幼稚園
- 蔵王町立宮幼稚園
- 蔵王町立遠刈田幼稚園

## 交通

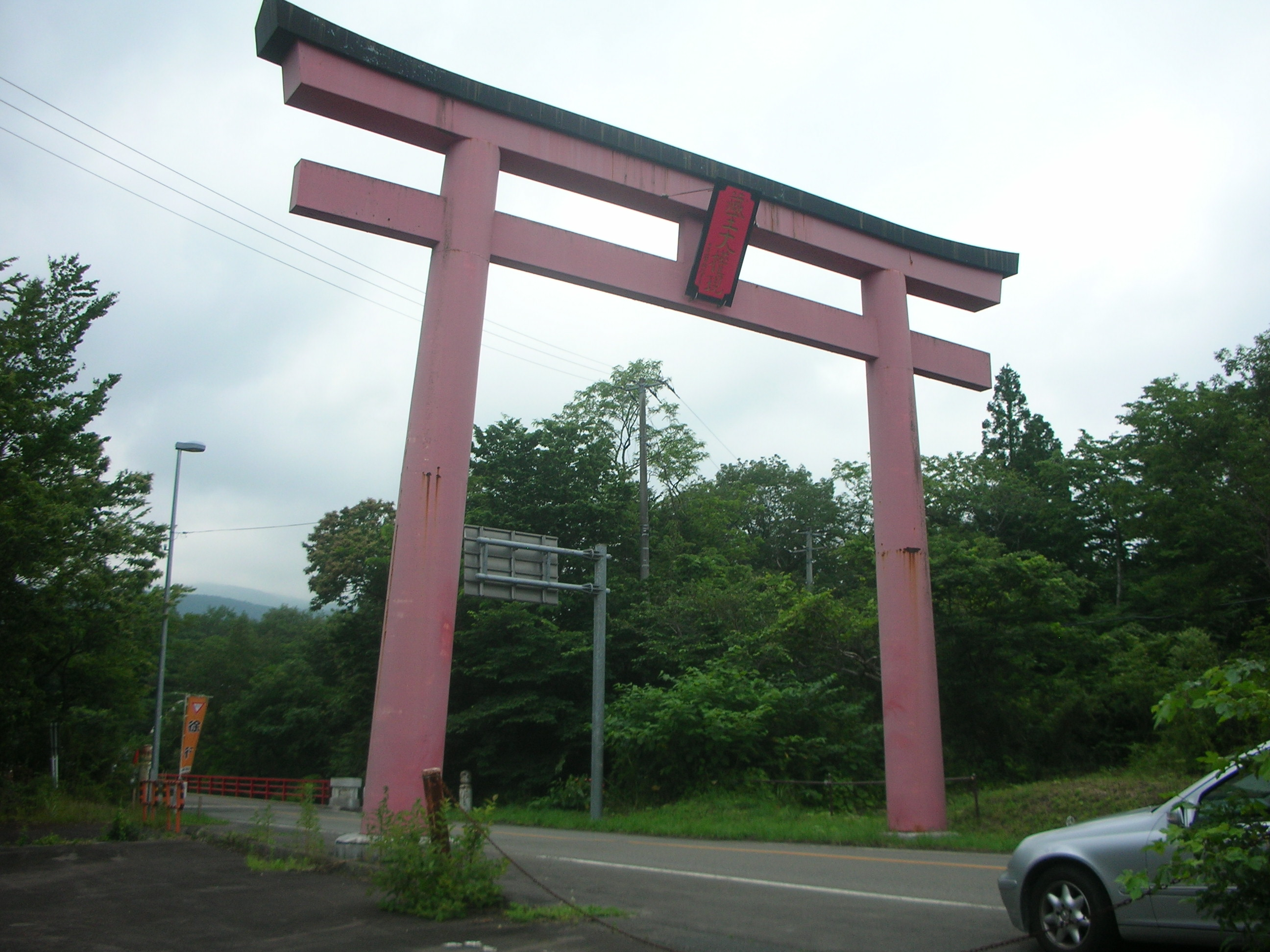
蔵王エコーラインの入口の大鳥居。

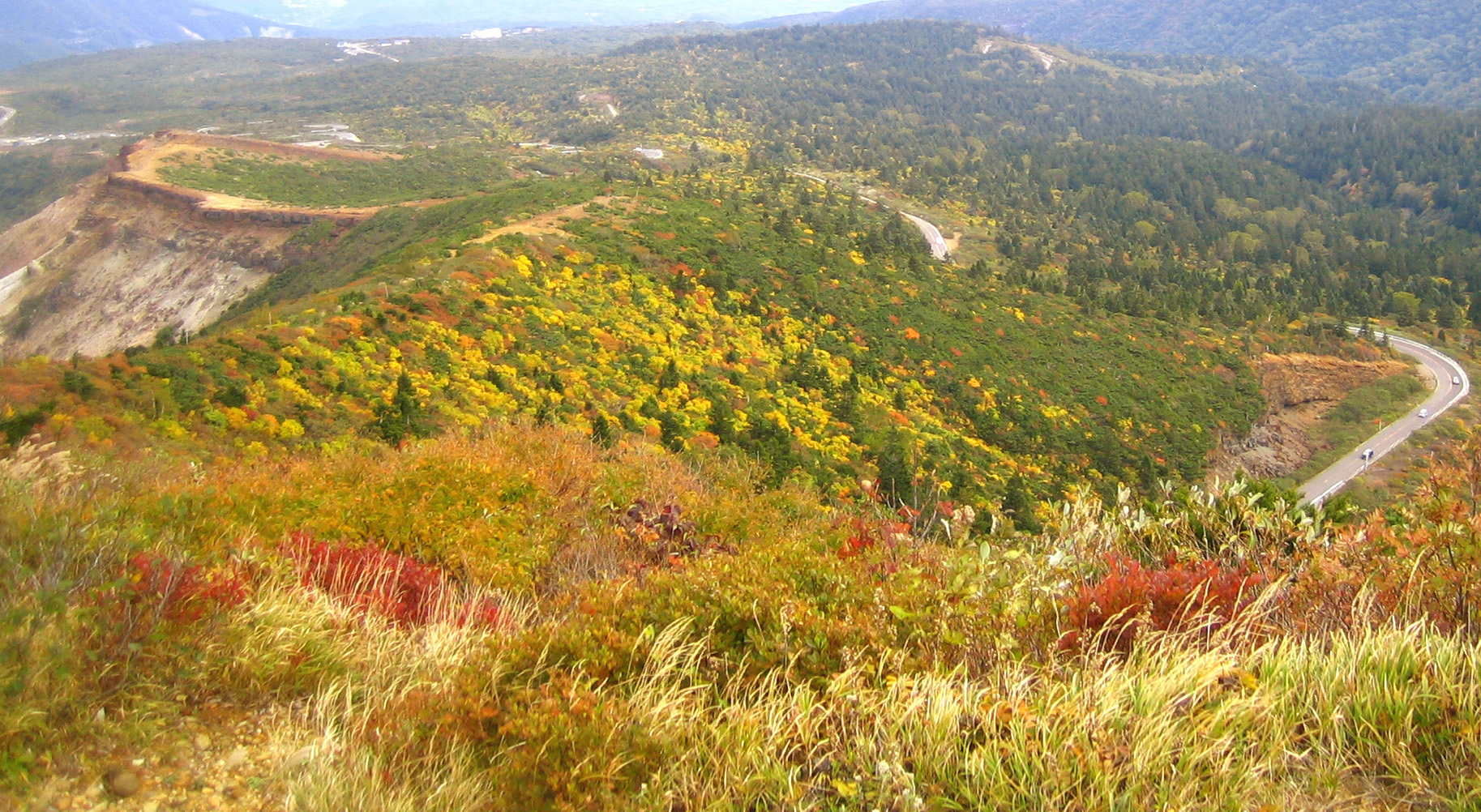
秋の蔵王エコーライン（蔵王町側）。

### 鉄道
町内を東北新幹線が通過しているが、鉄道駅は無い。最寄駅は東北本線東白石駅。

### 道路
- 一般国道 
  - 国道4号
  - 国道457号
- 都道府県道 
  - 宮城県道・山形県道12号白石上山線（蔵王エコーライン）
  - 宮城県道25号岩沼蔵王線
  - 宮城県道31号仙台村田線
  - 宮城県道47号蔵王川崎線
  - 宮城県道52号亘理村田蔵王線
  - 宮城県道109号白川犬卒都婆向山線
  - 宮城県道115号蔵王大河原線
  - 宮城県道255号青根蔵王線
- 広域農道
  - 仙南広域農道蔵王コスモスライン

町内を東北自動車道が通過しているが、インターチェンジは無い。最寄りインターチェンジは村田IC。
- E4 東北自動車道：蔵王PA

### バス
町内の路線はミヤコーバスが運行している。

#### 高速バス
- 特急仙台 - 村田・蔵王町線
  - 県庁市役所前 - 仙台駅前 ⇔ 蔵王病院前 - 蔵王町役場前 - 遠刈田温泉 - アクティブリゾーツ宮城蔵王

#### 路線バス
- 白石遠刈田線（旧青根線）
  - 白石蔵王駅 - 白石駅 - 宮小学校前 - 蔵王町役場前 - 遠刈田温泉 - アクティブリゾーツ宮城蔵王
- 蔵王エコーライン線
  - アクティブリゾーツ宮城蔵王 - 蔵王刈田山頂
- 大河原遠刈田線（旧仙台南線）
  - 大河原駅 - 宮大橋 - 蔵王町役場前 - 遠刈田温泉 - アクティブリゾーツ宮城蔵王
  - 大河原駅 - 宮小学校前
- 永野線
  - 村田駐在所 - 平沢 - 円田 - 蔵王町役場前 - 蔵王町総合運動公園前

## 名所・旧跡・観光スポット・祭事・催事

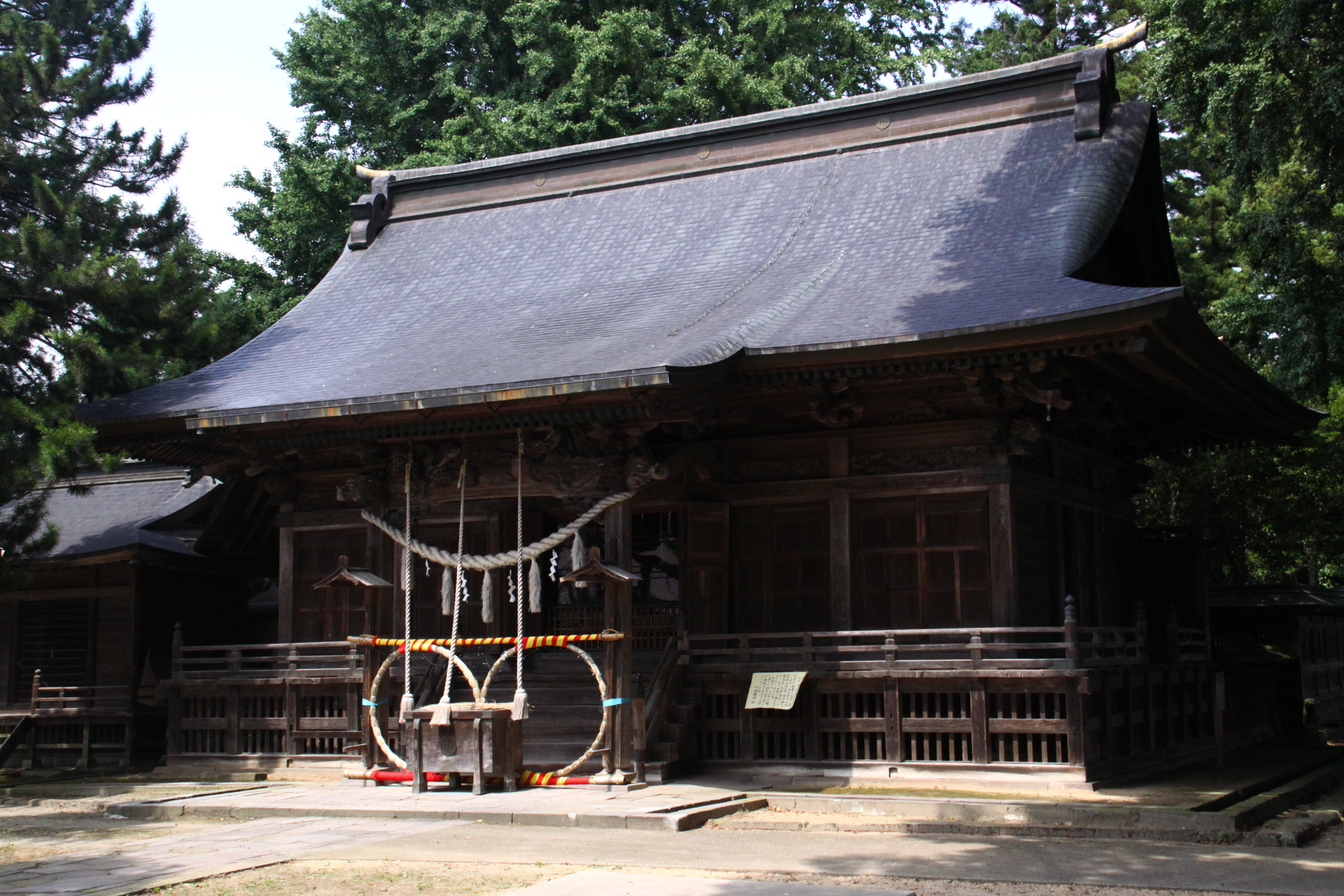
刈田嶺神社 (蔵王町宮)

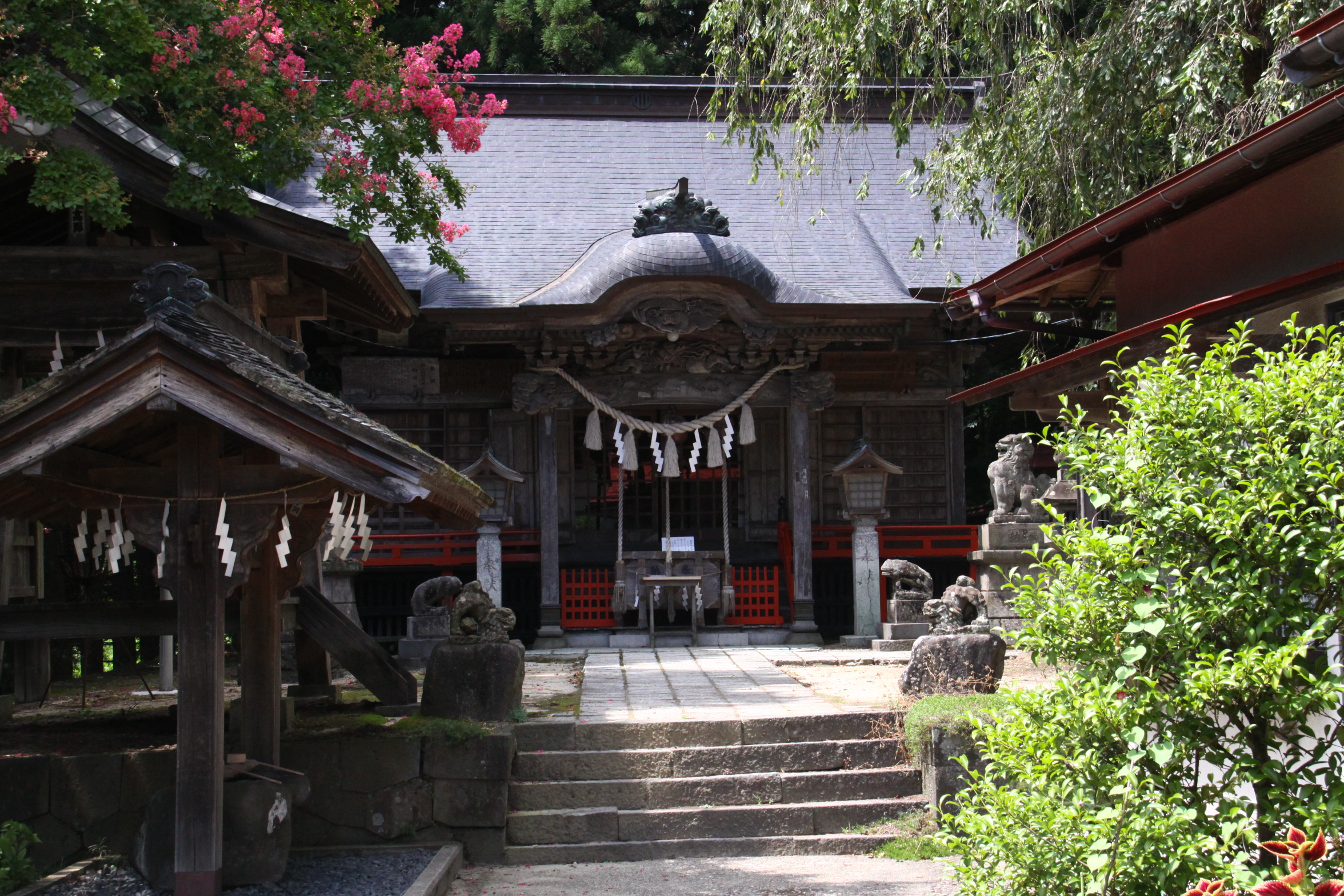
刈田嶺神社 (蔵王町遠刈田温泉)

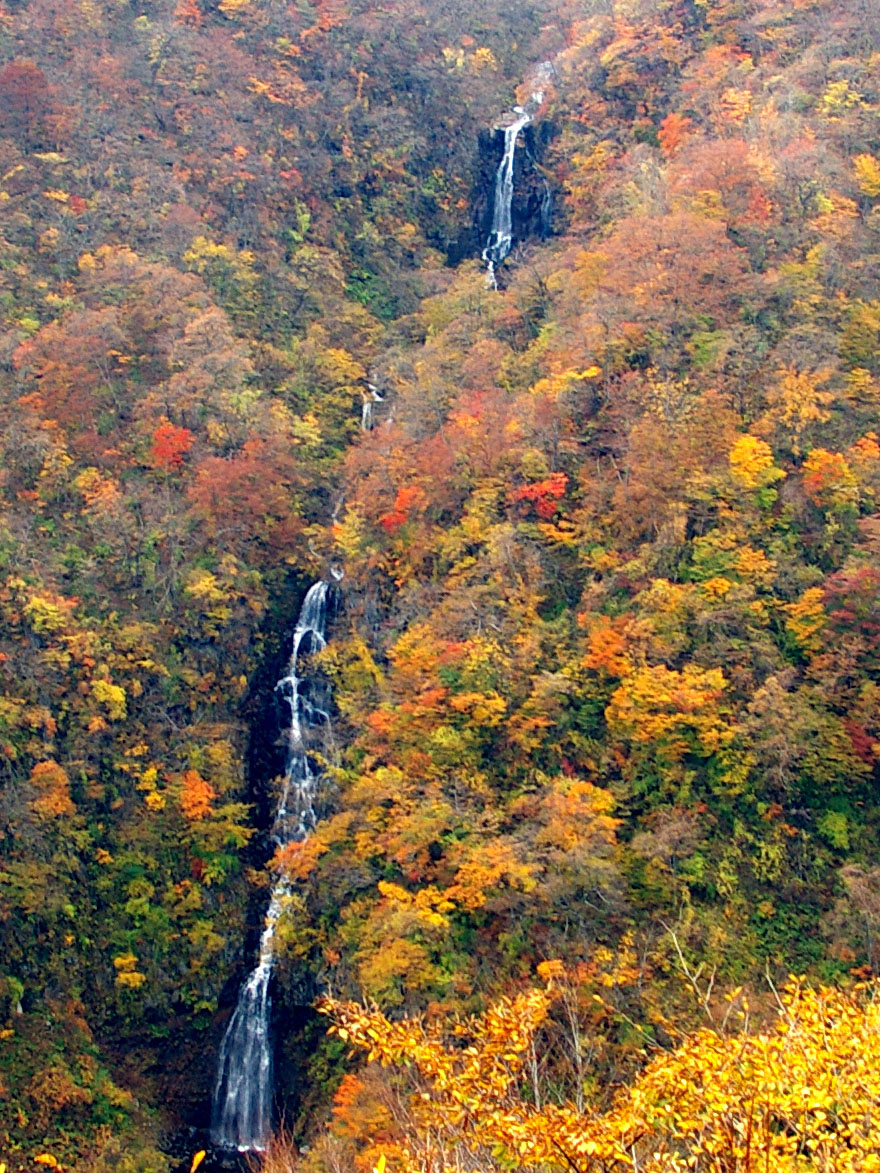
三階の滝。

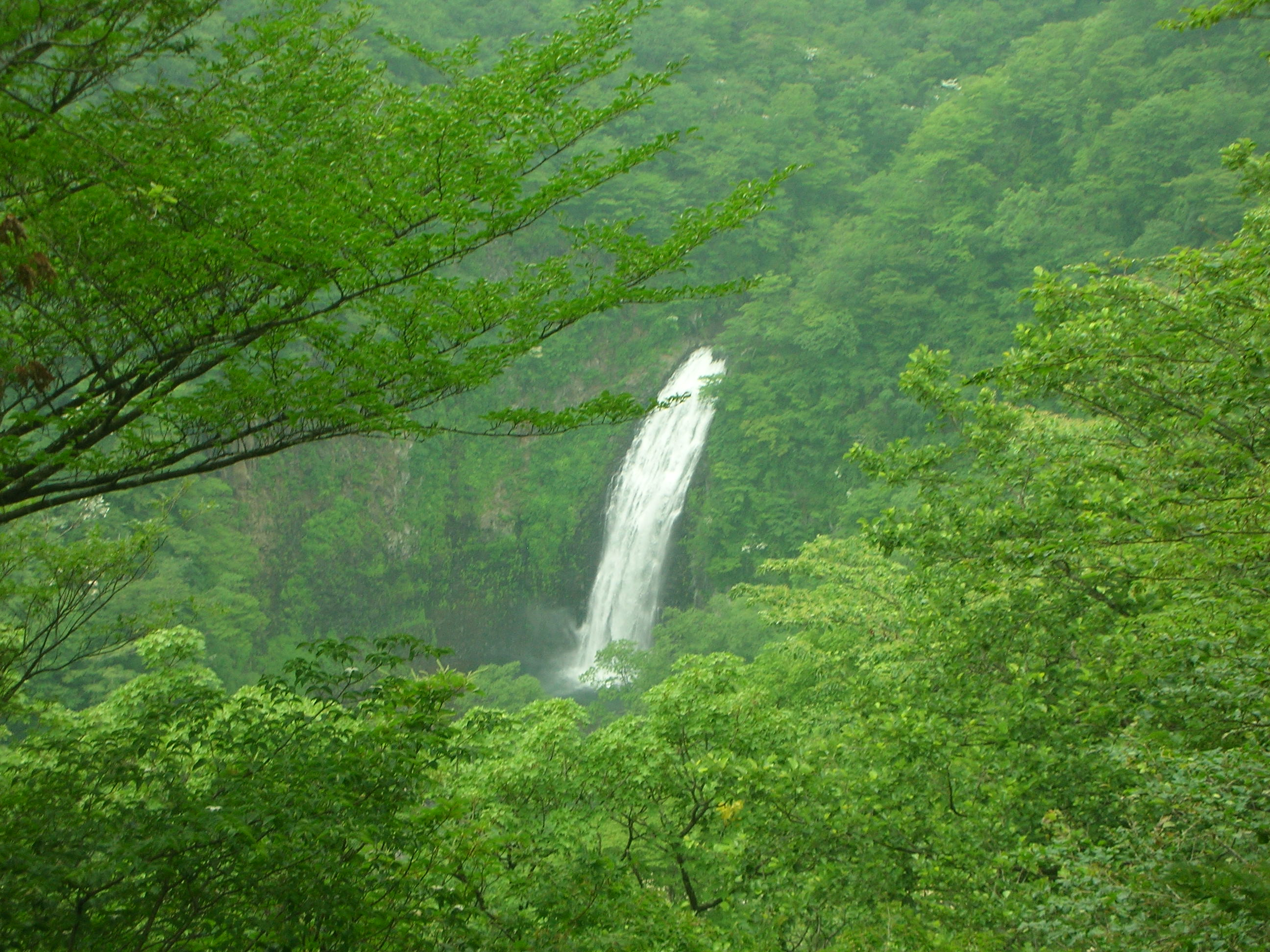
不動滝。

- 蔵王連峰
  - 御釜、刈田岳
- 遠刈田温泉
- 黄金川温泉
- 蔵王ハートランド（蔵王酪農センター）
- 蔵王ブルーベリーファーム
- 三階の滝（日本の滝百選）
- 不動滝
- 蔵王町ふるさと文化会館ございんホール
- 刈田嶺神社 (蔵王町宮)（白鳥大明神）
- 刈田嶺神社 (蔵王町遠刈田温泉)（里宮）

### レジャー
- 蔵王球場
- 蔵王町総合運動公園
- すみかわスノーパーク
- みやぎ蔵王えぼしスキー場

### ミュージアム
- 蔵王町伝統産業会館（みやぎ蔵王こけし館）
- 宮城県蔵王野鳥の森自然観察センター（ことりはうす）

### 祭り
- 刈田嶺神社暁祭
- みやぎ蔵王白鳥まつり
- みやぎ蔵王雪まつり
- こけしびなまつり
- みやぎ蔵王えぼしすいせんまつり
- みやぎ蔵王物産祭り
- 全国伝統こけしろくろまつり
- 蔵王町産業まつり
- 旧羽前街道道中まつり

### イベント
- えぼし雪上花火大会
- 遠刈田温泉朝市
- 大道芸 festival in とおがった
- 遠刈田温泉仮装盆踊り大会
- 蔵王高原大根狩り